# パーカーハウスロール
パーカーハウスロール(Parker House roll)は、麵棒で楕円形に延ばした生地を半分に折って成形するパンである。牛乳を加えて作るため、バターの風味が強く、柔らかく、若干甘く、クリスピーな外皮を持つ。
1870年代にボストンのパーカーハウスホテルで発明された。細部は諸説あるが、怒ったパン職人が未完成のパンをオーブンに投げ入れ、その結果、窪みのある外見になったという点は共通している。レシピは、1880年代の料理本に初めて現れる。ファニー・ファーマーは、1896年の著書『ボストン・クッキングスクール・クックブック』にレシピを掲載している。